# Élections législatives de 2017 dans la Somme
Les élections législatives françaises de 2017 se déroulent les 11 et 18 juin 2017. Dans le département de la Somme, cinq députés sont à élire dans le cadre de cinq circonscriptions.

## Élus
| Circonscription                                 | Député sortant                                 | Parti | Parti | Député élu ou réélu   | Parti | Parti |
| ----------------------------------------------- | ---------------------------------------------- | ----- | ----- | --------------------- | ----- | ----- |
| 1re                                             | Pascal Demarthe* suppléant de Pascale Boistard |       | PS    | François Ruffin       |       | FI    |
| 1re                                             | Pascal Demarthe* suppléant de Pascale Boistard | PS    |       | François Ruffin       |       | FI    |
| 2e                                              | Romain Joron* suppléant de Barbara Pompili     |       | PS    | Barbara Pompili       |       | LREM  |
| 2e                                              | Romain Joron* suppléant de Barbara Pompili     | PE    |       | Barbara Pompili       |       | LREM  |
| 3e                                              | Jean-Claude Buisine                            |       | PS    | Emmanuel Maquet       |       | LR    |
| 4e                                              | Alain Gest*                                    |       | LR    | Jean-Claude Leclabart |       | LREM  |
| 5e                                              | Stéphane Demilly                               |       | UDI   | Stéphane Demilly      |       | UDI   |
| * député sortant ne se représentant pas en 2017 |                                                |       |       |                       |       |       |

## Rappel des résultats départementaux des élections de 2012
| Parti          | Parti                                       | Premier tour | Premier tour | Second tour | Second tour | Sièges |
| Parti          | Parti                                       | Voix         | %            | Voix        | %           | Sièges |
| -------------- | ------------------------------------------- | ------------ | ------------ | ----------- | ----------- | ------ |
|                | Parti socialiste                            | 65 897       | 26,92        | 99 090      | 41,60       | 2      |
|                | Europe Écologie Les Verts                   | 17 588       | 7,19         | 21 044      | 8,84        | 1      |
|                | Mouvement républicain et citoyen            | 994          | 0,41         |             |             | 0      |
|                | Majorité présidentielle                     | 84 479       | 34,52        | 120 134     | 50,44       | 3      |
|                |                                             |              |              |             |             |        |
|                | Union pour un mouvement populaire           | 45 220       | 18,48        | 68 833      | 28,90       | 1      |
|                | Nouveau centre                              | 37 716       | 15,41        | 49 205      | 20,65       | 1      |
|                | Parti radical                               | 327          | 0,13         |             |             | 0      |
|                | Droite parlementaire                        | 83 263       | 34,02        | 118 038     | 49,56       | 2      |
|                |                                             |              |              |             |             |        |
|                | Front national                              | 39 652       | 16,20        |             |             | 0      |
|                | Front de gauche                             | 16 298       | 6,66         | 0           |             |        |
|                | Mouvement démocrate                         | 8 436        | 3,45         | 0           |             |        |
|                | COM Communistes en Somme — Colère et espoir | 6 276        | 2,56         | 0           |             |        |
|                | Extrême gauche dont LO et SÉGA              | 1 910        | 0,78         | 0           |             |        |
|                | Divers                                      | 1 462        | 0,60         | 0           |             |        |
|                | Debout la République                        | 1 099        | 0,45         | 0           |             |        |
|                | Parti de la France                          | 980          | 0,40         | 0           |             |        |
|                | Divers écologiste dont LT-LNÉ et AÉI        | 895          | 0,37         | 0           |             |        |
|                |                                             |              |              |             |             |        |
| Inscrits       | Inscrits                                    | 409 663      | 100,00       | 409 595     | 100,00      | 5      |
| Abstentions    | Abstentions                                 | 160 514      | 39,18        | 162 234     | 39,61       |        |
| Votants        | Votants                                     | 249 149      | 60,82        | 247 361     | 60,39       |        |
| Blancs et nuls | Blancs et nuls                              | 4 399        | 1,77         | 9 189       | 3,71        |        |
| Exprimés       | Exprimés                                    | 244 750      | 98,23        | 238 172     | 96,29       |        |

## Résultats

### Taux de participation
| Taux de participation | 1er tour | 1er tour | 1er tour   | 2d tour | 2d tour | 2d tour    | Différence entre les deux tours |
| Taux de participation | En 2012  | En 2017  | Différence | En 2012 | En 2017 | Différence | Différence entre les deux tours |
| --------------------- | -------- | -------- | ---------- | ------- | ------- | ---------- | ------------------------------- |
| à 12 heures           | 23,41 %  | 19,47 %  | 3,94       | 26,87 % | 17,31 % | 9,56       | 2,16                            |
| à 17 heures           | 55,21 %  | 40,19 %  | 15,02      | 53,37 % | 35,39 % | 17,98      | 4,8                             |
| final                 | 60,82 %  | 51,06 %  | 9,76       | 60,39 % | 45,55 % | 14,84      | 5,51                            |

### Résultats à l'échelle du département
|                                           |                                      |                           |                           |                          |                          |
|                                           |                                      | Premier tour 11 juin 2017 | Premier tour 11 juin 2017 | Second tour 18 juin 2017 | Second tour 18 juin 2017 |
|                                           |                                      |                           |                           |                          |                          |
|                                           |                                      | Nombre                    | % des inscrits            | Nombre                   | % des inscrits           |
| Inscrits                                  | Inscrits                             | 409 057                   | 100,00                    | 327 567                  | 100,00                   |
| Abstentions                               | Abstentions                          | 200 202                   | 48,94                     | 178 372                  | 54,45                    |
| Votants                                   | Votants                              | 208 855                   | 51,06                     | 149 195                  | 45,55                    |
|                                           |                                      |                           | % des votants             |                          | % des votants            |
| Bulletins blancs                          | Bulletins blancs                     | 4 401                     | 2,11                      | 10 980                   | 7,36                     |
| Bulletins nuls                            | Bulletins nuls                       | 1 488                     | 0,71                      | 4 978                    | 3,34                     |
| Suffrages exprimés                        | Suffrages exprimés                   | 202 966                   | 97,18                     | 133 237                  | 89,30                    |
|                                           |                                      |                           |                           |                          |                          |
| Étiquette politique                       | Étiquette politique                  | Voix                      | % des exprimés            | Voix                     | % des exprimés           |
|                                           |                                      |                           |                           |                          |                          |
|                                           | La République en marche              | 53 893                    | 26,55                     | 67 330                   | 50,53                    |
|                                           | Front national                       | 37 644                    | 18,55                     | 14 837                   | 11,14                    |
|                                           | La France insoumise                  | 30 473                    | 15,01                     | 30 382                   | 22,80                    |
|                                           | Union des démocrates et indépendants | 27 007                    | 13,31                     |                          |                          |
|                                           | Les Républicains                     | 22 688                    | 11,18                     | 20 688                   | 15,53                    |
|                                           | Parti socialiste                     | 7 530                     | 3,71                      |                          |                          |
|                                           | Divers droite                        | 4 579                     | 2,26                      |                          |                          |
|                                           | Parti communiste français            | 4 579                     | 2,26                      |                          |                          |
|                                           | Debout la France                     | 4 045                     | 1,99                      |                          |                          |
|                                           | Divers                               | 2 951                     | 1,45                      |                          |                          |
|                                           | Écologiste                           | 2 877                     | 1,42                      |                          |                          |
|                                           | Extrême droite                       | 2 472                     | 1,22                      |                          |                          |
|                                           | Extrême gauche                       | 2 228                     | 1,10                      |                          |                          |
| Source : Ministère de l'Intérieur - Somme |                                      |                           |                           |                          |                          |

### Résultats par circonscription

#### Première circonscription
Député sortant : Pascal Demarthe (Parti socialiste).
|                                                                          | |                           |                           |                          |                          |
|                                                                          | | Premier tour 11 juin 2017 | Premier tour 11 juin 2017 | Second tour 18 juin 2017 | Second tour 18 juin 2017 |
|                                                                          | |                           |                           |                          |                          |
|                                                                          | | Nombre                    | % des inscrits            | Nombre                   | % des inscrits           |
| Inscrits                                                                 | Inscrits | 84 296                    | 100,00                    | 84 286                   | 100,00                   |
| Abstentions                                                              | Abstentions | 43 920                    | 52,10                     | 46 749                   | 55,46                    |
| Votants                                                                  | Votants | 40 376                    | 47,90                     | 37 537                   | 44,54                    |
|                                                                          | |                           | % des votants             |                          | % des votants            |
| Bulletins blancs                                                         | Bulletins blancs | 793                       | 1,96                      | 1 875                    | 5,00                     |
| Bulletins nuls                                                           | Bulletins nuls | 335                       | 0,83                      | 1 128                    | 3,01                     |
| Suffrages exprimés                                                       | Suffrages exprimés | 39 248                    | 97,21                     | 34 534                   | 92,00                    |
|                                                                          | |                           |                           |                          |                          |
| Candidat Étiquette politique (partis et alliances)                       | Candidat Étiquette politique (partis et alliances)                                                                                       | Voix                      | % des exprimés            | Voix                     | % des exprimés           |
|                                                                          | |                           |                           |                          |                          |
|                                                                          | Nicolas Dumont La République en marche                                                                                                   | 13 394                    | 34,13                     | 15 205                   | 44,03                    |
|                                                                          | François Ruffin Picardie debout ! (soutenu par Parti communiste français - La France insoumise - Europe Écologie Les Verts - Ensemble !) | 9 545                     | 24,32                     | 19 329                   | 55,97                    |
|                                                                          | Franck de Lapersonne Front national | 6 255                     | 15,94                     |                          |                          |
|                                                                          | Stéphane Decayeux Les Républicains (Union des démocrates et indépendants)                                                                | 5 251                     | 13,38                     |                          |                          |
|                                                                          | Pascale Boistard Parti socialiste | 2 770                     | 7,06                      |                          |                          |
|                                                                          | Florient Tryoen Debout la France | 623                       | 1,59                      |                          |                          |
|                                                                          | Yvon Flahaut Extrême droite (Union des patriotes - Comités Jeanne)                                                                       | 599                       | 1,53                      |                          |                          |
|                                                                          | Amal Aissaoui Lutte ouvrière | 313                       | 0,80                      |                          |                          |
|                                                                          | Mai-Linh Nguyen Divers (Union populaire républicaine)                                                                                    | 202                       | 0,51                      |                          |                          |
|                                                                          | Dominique Reitzman Extrême gauche (Parti ouvrier indépendant démocratique)                                                               | 180                       | 0,46                      |                          |                          |
|                                                                          | Ricky Mouko Divers | 116                       | 0,30                      |                          |                          |
| Source : Ministère de l'Intérieur - Première circonscription de la Somme | |                           |                           |                          |                          |

#### Deuxième circonscription
Député sortant : Romain Joron (Parti socialiste).
|                                                                          | |                           |                           |                          |                          |
|                                                                          | | Premier tour 11 juin 2017 | Premier tour 11 juin 2017 | Second tour 18 juin 2017 | Second tour 18 juin 2017 |
|                                                                          | |                           |                           |                          |                          |
|                                                                          | | Nombre                    | % des inscrits            | Nombre                   | % des inscrits           |
| Inscrits                                                                 | Inscrits | 75 505                    | 100,00                    | 75 487                   | 100,00                   |
| Abstentions                                                              | Abstentions | 37 998                    | 50,33                     | 43 239                   | 57,28                    |
| Votants                                                                  | Votants | 37 507                    | 49,67                     | 32 248                   | 42,72                    |
|                                                                          | |                           | % des votants             |                          | % des votants            |
| Bulletins blancs                                                         | Bulletins blancs                                                                                                   | 525                       | 1,40                      | 2 286                    | 7,09                     |
| Bulletins nuls                                                           | Bulletins nuls | 202                       | 0,54                      | 961                      | 2,98                     |
| Suffrages exprimés                                                       | Suffrages exprimés                                                                                                 | 36 780                    | 98,06                     | 29 001                   | 89,93                    |
|                                                                          | |                           |                           |                          |                          |
| Candidat Étiquette politique (partis et alliances)                       | Candidat Étiquette politique (partis et alliances)                                                                 | Voix                      | % des exprimés            | Voix                     | % des exprimés           |
|                                                                          | |                           |                           |                          |                          |
|                                                                          | Barbara Pompili La République en marche (Parti écologiste)                                                         | 14 970                    | 40,70                     | 17 948                   | 61,89                    |
|                                                                          | Cédric Maisse La France insoumise                                                                                  | 5 269                     | 14,33                     | 11 053                   | 38,11                    |
|                                                                          | Olivier Jardé Les Centristes                                                                                       | 4 579                     | 12,45                     |                          |                          |
|                                                                          | Nicolas Versaen Front national                                                                                     | 4 044                     | 11,00                     |                          |                          |
|                                                                          | Hubert de Jenlis Union des démocrates et indépendants (Les Républicains)                                           | 3 719                     | 10,11                     |                          |                          |
|                                                                          | Philippe Casier Parti socialiste (Europe Écologie Les Verts - Parti communiste français - Parti radical de gauche) | 2 102                     | 5,72                      |                          |                          |
|                                                                          | Christian Galli Écologiste (Mouvement 100 %)                                                                       | 786                       | 2,14                      |                          |                          |
|                                                                          | Noémie Devisse Debout la France                                                                                    | 491                       | 1,33                      |                          |                          |
|                                                                          | Bruno Paleni Lutte ouvrière                                                                                        | 389                       | 1,06                      |                          |                          |
|                                                                          | Étienne Bauvois Extrême droite (Union des Patriotes - Parti de la France)                                          | 237                       | 0,64                      |                          |                          |
|                                                                          | Gérard Daullé Divers (Union populaire républicaine)                                                                | 194                       | 0,53                      |                          |                          |
| Source : Ministère de l'Intérieur - Deuxième circonscription de la Somme | |                           |                           |                          |                          |

#### Troisième circonscription
Député sortant : Jean-Claude Buisine (Parti socialiste).
|                                                                           |                                                                                       |                           |                           |                          |                          |
|                                                                           |                                                                                       | Premier tour 11 juin 2017 | Premier tour 11 juin 2017 | Second tour 18 juin 2017 | Second tour 18 juin 2017 |
|                                                                           |                                                                                       |                           |                           |                          |                          |
|                                                                           |                                                                                       | Nombre                    | % des inscrits            | Nombre                   | % des inscrits           |
| Inscrits                                                                  | Inscrits                                                                              | 83 773                    | 100,00                    | 83 768                   | 100,00                   |
| Abstentions                                                               | Abstentions                                                                           | 37 993                    | 45,35                     | 43 931                   | 52,44                    |
| Votants                                                                   | Votants                                                                               | 45 780                    | 54,65                     | 39 837                   | 47,56                    |
|                                                                           |                                                                                       |                           | % des votants             |                          | % des votants            |
| Bulletins blancs                                                          | Bulletins blancs                                                                      | 1 149                     | 2,51                      | 3 721                    | 9,34                     |
| Bulletins nuls                                                            | Bulletins nuls                                                                        | 356                       | 0,78                      | 1 714                    | 4,30                     |
| Suffrages exprimés                                                        | Suffrages exprimés                                                                    | 44 275                    | 96,71                     | 34 402                   | 86,36                    |
|                                                                           |                                                                                       |                           |                           |                          |                          |
| Candidat Étiquette politique (partis et alliances)                        | Candidat Étiquette politique (partis et alliances)                                    | Voix                      | % des exprimés            | Voix                     | % des exprimés           |
|                                                                           |                                                                                       |                           |                           |                          |                          |
|                                                                           | Bruno Mariage La République en marche                                                 | 11 552                    | 26,09                     | 13 714                   | 39,86                    |
|                                                                           | Emmanuel Maquet Les Républicains (Union des démocrates et indépendants)               | 9 711                     | 21,93                     | 20 688                   | 60,14                    |
|                                                                           | Patricia Chagnon Front national                                                       | 9 592                     | 21,66                     |                          |                          |
|                                                                           | Isabelle Brusadelli-Dorion La France insoumise                                        | 5 349                     | 12,08                     |                          |                          |
|                                                                           | Jean-Claude Buisine (député sortant) Parti socialiste (diss.)                         | 2 658                     | 6,00                      |                          |                          |
|                                                                           | Arnaud Petit Parti communiste français (Parti socialiste - Europe Écologie Les Verts) | 2 642                     | 5,97                      |                          |                          |
|                                                                           | Nicolas Lottin Debout la France                                                       | 1 228                     | 2,77                      |                          |                          |
|                                                                           | Anne Lengelé Extrême droite (Union des patriotes - Parti de la France)                | 677                       | 1,53                      |                          |                          |
|                                                                           | Rémy Chassoulier Lutte ouvrière                                                       | 376                       | 0,85                      |                          |                          |
|                                                                           | David Mongin Divers (Parti des citoyens européens)                                    | 271                       | 0,61                      |                          |                          |
|                                                                           | Dominique Ledet Divers (Union populaire républicaine)                                 | 219                       | 0,49                      |                          |                          |
| Source : Ministère de l'Intérieur - Troisième circonscription de la Somme |                                                                                       |                           |                           |                          |                          |

#### Quatrième circonscription
Député sortant : Alain Gest (Les Républicains).
|                                                                           | |                           |                           |                          |                          |
|                                                                           | | Premier tour 11 juin 2017 | Premier tour 11 juin 2017 | Second tour 18 juin 2017 | Second tour 18 juin 2017 |
|                                                                           | |                           |                           |                          |                          |
|                                                                           | | Nombre                    | % des inscrits            | Nombre                   | % des inscrits           |
| Inscrits                                                                  | Inscrits                                                                                           | 84 033                    | 100,00                    | 84 026                   | 100,00                   |
| Abstentions                                                               | Abstentions                                                                                        | 39 917                    | 47,50                     | 44 453                   | 52,90                    |
| Votants                                                                   | Votants                                                                                            | 44 116                    | 52,50                     | 39 573                   | 47,10                    |
|                                                                           | |                           | % des votants             |                          | % des votants            |
| Bulletins blancs                                                          | Bulletins blancs                                                                                   | 1 066                     | 2,42                      | 3 098                    | 7,83                     |
| Bulletins nuls                                                            | Bulletins nuls                                                                                     | 321                       | 0,73                      | 1 175                    | 2,97                     |
| Suffrages exprimés                                                        | Suffrages exprimés                                                                                 | 42 729                    | 96,86                     | 35 300                   | 89,20                    |
|                                                                           | |                           |                           |                          |                          |
| Candidat Étiquette politique (partis et alliances)                        | Candidat Étiquette politique (partis et alliances)                                                 | Voix                      | % des exprimés            | Voix                     | % des exprimés           |
|                                                                           | |                           |                           |                          |                          |
|                                                                           | Jean-Claude Leclabart La République en marche                                                      | 13 977                    | 32,71                     | 20 463                   | 57,97                    |
|                                                                           | Éric Richermoz Front national                                                                      | 9 266                     | 21,69                     | 14 837                   | 42,03                    |
|                                                                           | Martin Domise Les Républicains (Union des démocrates et indépendants)                              | 7 726                     | 18,08                     |                          |                          |
|                                                                           | Christophe Hertout La France insoumise (Ensemble !)                                                | 5 540                     | 12,97                     |                          |                          |
|                                                                           | Élodie Heren Europe Écologie Les Verts                                                             | 2 091                     | 4,89                      |                          |                          |
|                                                                           | Christelle Hiver Union des démocrates et indépendants (Union des démocrates et indépendants diss.) | 1 783                     | 4,17                      |                          |                          |
|                                                                           | Patricia Wybo Debout la France                                                                     | 1 083                     | 2,53                      |                          |                          |
|                                                                           | Pascal Flament Lutte ouvrière                                                                      | 531                       | 1,24                      |                          |                          |
|                                                                           | Sabrina Le Corronc Extrême droite (Union des patriotes - Parti de la France)                       | 487                       | 1,14                      |                          |                          |
|                                                                           | Adam Makowski Divers (Union populaire républicaine)                                                | 245                       | 0,57                      |                          |                          |
| Source : Ministère de l'Intérieur - Quatrième circonscription de la Somme | |                           |                           |                          |                          |

#### Cinquième circonscription
Député sortant : Stéphane Demilly (Union des démocrates et indépendants).
|                                                                           |                                                                                           |                           |                |
|                                                                           |                                                                                           | Premier tour 11 juin 2017 |                |
|                                                                           |                                                                                           |                           |                |
|                                                                           |                                                                                           | Nombre                    | % des inscrits |
| Inscrits                                                                  | Inscrits                                                                                  | 81 416                    | 100,00         |
| Abstentions                                                               | Abstentions                                                                               | 40 339                    | 49,55          |
| Votants                                                                   | Votants                                                                                   | 41 077                    | 50,45          |
|                                                                           |                                                                                           |                           | % des votants  |
| Bulletins blancs                                                          | Bulletins blancs                                                                          | 851                       | 2,07           |
| Bulletins nuls                                                            | Bulletins nuls                                                                            | 291                       | 0,71           |
| Suffrages exprimés                                                        | Suffrages exprimés                                                                        | 39 935                    | 97,22          |
|                                                                           |                                                                                           |                           |                |
| Candidat Étiquette politique (partis et alliances)                        | Candidat Étiquette politique (partis et alliances)                                        | Voix                      | % des exprimés |
|                                                                           |                                                                                           |                           |                |
|                                                                           | Stéphane Demilly (député sortant) Union des démocrates et indépendants (Les Républicains) | 21 474                    | 53,77          |
|                                                                           | Loïc Grimaux Front national                                                               | 8 488                     | 21,25          |
|                                                                           | Olivier Spinelli La France insoumise (Nouvelle Gauche socialiste)                         | 4 783                     | 11,98          |
|                                                                           | Valérie Roussel Parti communiste français (Parti socialiste - Europe Écologie Les Verts)  | 1 950                     | 4,88           |
|                                                                           | Thierry Vindevogel Divers                                                                 | 1 435                     | 3,59           |
|                                                                           | Olga Sorokina-Dolle Debout la France                                                      | 626                       | 1,57           |
|                                                                           | Florence Perdu Extrême droite (Union des patriotes - Parti de la France)                  | 477                       | 1,19           |
|                                                                           | Régis Liévrard Lutte ouvrière                                                             | 441                       | 1,10           |
|                                                                           | David Makowski Divers (Union populaire républicaine)                                      | 261                       | 0,65           |
| Source : Ministère de l'Intérieur - Cinquième circonscription de la Somme |                                                                                           |                           |                |